# Sonja Špálová
Sonja Špálová, vlastním jménem Františka Švehlová, provdaná Špálová, později Ramešová (6. listopadu 1898 Ochoz u Brna - 17. února 1994 Brno) byla česká spisovatelka. V počátcích své tvorby užívala pseudonym Alexandr Insarov.
Narodila se rodině textilního dělníka. Dětství prožila v Řícmanicích u Brna. Chodila na gymnázium ve Štýrském Hradci, ale maturitu nakonec udělala v Praze, na Akademickém gymnáziu, roku 1923. Studovala pak lékařství, ale studia nedokončila a pracovala jako ošetřovatelka a úřednice v advokátní kanceláři. V roce 1920 vydala svou první knihu Pohádky z čarovné země, roku 1923 svou první básnickou sbírku Kamení. Ve 30. letech se začala věnovat výhradně literatuře (částečně též výtvarné tvorbě). Navázala úzké vztahy s katolickými spisovateli Františkem Křelinou, Josefem Knapem, Zdeňkem Kalistou, Václavem Renčem, Václavem Prokůpkem ad., přesto ona sama obvykle nebývá za katolickou spisovatelku označována, neboť víra nebyla tématem jejích próz a její verše byly spíše sociálně citlivé, navíc se po druhé světové válce pokusila i o jakési sblížení s novým režimem (próza Petruška a soudruzi). Sice si tím příliš nepomohla a musela se odmlčet a svým katolicky orientovaným souputníkům se tím vzdálila. Od konce 30. let se soustředila na životopisnou prózu, věnovala román Karlu Hynku Máchovi (Chlapec s harfou), Janu Nerudovi (Černý Honzík), malířskému rodu Mánesů (Mánesovi) či Josefu Myslivečkovi (Il divino Boemo). Zejména myslivečkovská próza, jíž se po odmlce vrátila do české literatury (a rozloučila se s ní takto), se dočkala ocenění, byť olomoučtí badatelé v Panoramatu české literatury usoudili, že se v románu "nevyhnula běžným klišé" a s jistým kritickým ostnem její texty přirovnaly k prózám Jarmily Loukotkové.

## Rodina
Roku 1921 se vdala za sochaře a legionáře Václava Špálu (bratranec známého malíře Václava Špály). V roce 1930 se provdala podruhé, za docenta Českého vysokého učení technického Josefa Rameše.

### Próza
- Pohádky z čarovné země (1920)
- Bludiště lásky (1927)
- Žena bez masky (1931)
- Chlapec s harfou (1937)
- Černý Honzík (1939)
- Mánesovi (1940)
- Kníže básníků (1941)
- Polyxena (1946)
- Petruška a soudruzi (1948)
- Il divino Boemo (1958)

### Poezie
- Kamení (1923)
- Černý motýl (1926)
- Písně mrtvého kapitána (1929)